# امبير بلزان
امبير بلزان (بالفرنسية: Humbert Balsan)‏ هو منتج أفلام وممثل فرنسي، ولد في 21 أغسطس 1954 في فرنسا، وتوفي في 10 فبراير 2005 بباريس في فرنسا بسبب شنق.

## أعمال

### أفلام
- (1985) وداعا بونابارت
- (1997) المصير
- (2002) يد إلهية
- (2004) الرحلة الكبرى
- (2004) إسكندرية - نيويورك
- (2004) باب الشمس-الرحيل والعودة

## ترشيحات
- جائزة الأكاديمية البريطانية للأفلام لأفضل فيلم بلغة غير الإنجليزية [الإنجليزية]‏، عن عمل: الرحلة الكبرى (2006)

## وصلات خارجية
- امبير بلزان على موقع IMDb (الإنجليزية)
- امبير بلزان على موقع ألو سيني (الفرنسية)
- امبير بلزان على موقع أول موفي (الإنجليزية)
- امبير بلزان على موقع قاعدة بيانات الأفلام السويدية (السويدية)
- امبير بلزان على موقع قاعدة بيانات الفيلم (الإنجليزية)
- امبير بلزان على موقع كينوبويسك (الروسية)